# Deudorix armstrongi
Deudorix armstrongi är en fjärilsart som beskrevs av Hopkins 1927. Deudorix armstrongi ingår i släktet Deudorix och familjen juvelvingar. Inga underarter finns listade i Catalogue of Life.